# Pseudochthonius moralesi
Espèce
Pseudochthonius moralesi est une espèce de pseudoscorpions de la famille des Chthoniidae.

## Distribution
Cette espèce est endémique du Chiapas au Mexique. Elle se rencontre vers Palenque.

## Description
Les mâles mesurent de 1,18 à 1,22 mm et les femelles de 1,45 à 1,71 mm.

## Étymologie
Cette espèce est nommée en l'honneur de Moises Morales.

## Publication originale
- Muchmore, 1977 : Preliminary list of the pseudoscorpions of the Yucatan Peninsula and adjacent regions, with descriptions of some new species (Arachnida: Pseudoscorpionida). Bulletin of the Association for Mexican Cave Studies, no 6, p. 63-78 (texte intégral).